# Olena Krasovska
Olena Anatolijivna Ovčarova-Krasovska (ukrajinsko Олена Анатоліївна Овчарова-Красовська), ukrajinska atletinja, * 17. avgust 1976, Kijev, Sovjetska zveza.
Nastopila je na poletnih olimpijskih igrah v letih 1996, 2000 in 2004, ko je osvojila naslov olimpijske podprvakinje v teku na 100 m z ovirami. Na evropskih prvenstvih je osvojila srebrno medaljo v isti disciplini leta 2002, na evropskih dvoranskih prvenstvih pa bronasto medaljo v teku na 60 m z ovirami leta 2000. 